# Seven de Dubái 2010
El Seven de Dubái de 2010 fue la undécima edición del torneo de rugby 7, fue el primer torneo de la temporada 2010-11 de la Serie Mundial Masculina de Rugby 7.
Se disputó en el The Sevens Stadium.

## Fase de grupos

### Grupo A
| Equipo        | Encuentros | Encuentros | Encuentros | Encuentros | Tantos  | Tantos    | Tantos     | Puntos |
| Equipo        | jugados    | ganados    | empatados  | perdidos   | a favor | en contra | diferencia | Puntos |
| ------------- | ---------- | ---------- | ---------- | ---------- | ------- | --------- | ---------- | ------ |
| Samoa         | 3          | 2          | 1          | 0          | 101     | 40        | 61         | 8      |
| Gales         | 3          | 2          | 1          | 0          | 85      | 38        | 47         | 8      |
| Kenia         | 3          | 1          | 0          | 2          | 50      | 62        | -12        | 5      |
| Golfo Pérsico | 3          | 0          | 0          | 3          | 36      | 132       | -96        | 3      |

Nota: Se otorgan 3 puntos al equipo que gane un partido, 2 al que empate y 1 al que pierda

### Grupo B
| Equipo         | Encuentros | Encuentros | Encuentros | Encuentros | Tantos  | Tantos    | Tantos     | Puntos |
| Equipo         | jugados    | ganados    | empatados  | perdidos   | a favor | en contra | diferencia | Puntos |
| -------------- | ---------- | ---------- | ---------- | ---------- | ------- | --------- | ---------- | ------ |
| Nueva Zelanda  | 3          | 3          | 0          | 0          | 114     | 26        | 88         | 9      |
| Estados Unidos | 3          | 2          | 0          | 1          | 59      | 62        | -3         | 7      |
| Zimbabue       | 3          | 1          | 0          | 2          | 36      | 101       | -65        | 5      |
| Argentina      | 3          | 0          | 0          | 3          | 52      | 72        | -20        | 3      |

### Grupo C
| Equipo    | Encuentros | Encuentros | Encuentros | Encuentros | Tantos  | Tantos    | Tantos     | Puntos |
| Equipo    | jugados    | ganados    | empatados  | perdidos   | a favor | en contra | diferencia | Puntos |
| --------- | ---------- | ---------- | ---------- | ---------- | ------- | --------- | ---------- | ------ |
| Australia | 3          | 3          | 0          | 0          | 88      | 47        | 41         | 9      |
| Sudáfrica | 3          | 1          | 1          | 1          | 52      | 48        | 4          | 6      |
| Escocia   | 3          | 1          | 1          | 1          | 59      | 70        | -11        | 6      |
| Rusia     | 3          | 0          | 0          | 3          | 39      | 73        | -34        | 3      |

### Grupo D
| Equipo     | Encuentros | Encuentros | Encuentros | Encuentros | Tantos  | Tantos    | Tantos     | Puntos |
| Equipo     | jugados    | ganados    | empatados  | perdidos   | a favor | en contra | diferencia | Puntos |
| ---------- | ---------- | ---------- | ---------- | ---------- | ------- | --------- | ---------- | ------ |
| Fiyi       | 3          | 2          | 0          | 1          | 87      | 38        | 49         | 7      |
| Inglaterra | 3          | 2          | 0          | 1          | 62      | 47        | 15         | 7      |
| Portugal   | 3          | 2          | 0          | 1          | 47      | 57        | -10        | 7      |
| Francia    | 3          | 0          | 0          | 3          | 31      | 85        | -54        | 3      |

## Fase Final

### Cuartos de final
| 4 de diciembre | Samoa | 38 - 5 | Estados Unidos |  |  |

| 4 de diciembre | Fiyi | 21 - 19 | Sudáfrica |  |  |

| 4 de diciembre | Australia | 21 - 24 | Inglaterra |  |  |

| 4 de diciembre | Nueva Zelanda | 35 - 7 | Gales |  |  |

### Semifinal
| 4 de diciembre | Samoa | 24 - 21 | Fiyi |  |  |

| 4 de diciembre | Inglaterra | 19 - 14 | Nueva Zelanda |  |  |

### Final
| 4 de diciembre | Samoa | 21 - 29 | Inglaterra |  |  |

| Bandera de Inglaterra  |
| Campeón Inglaterra     |
| 1º título del circuito |